# Baron Biddulph

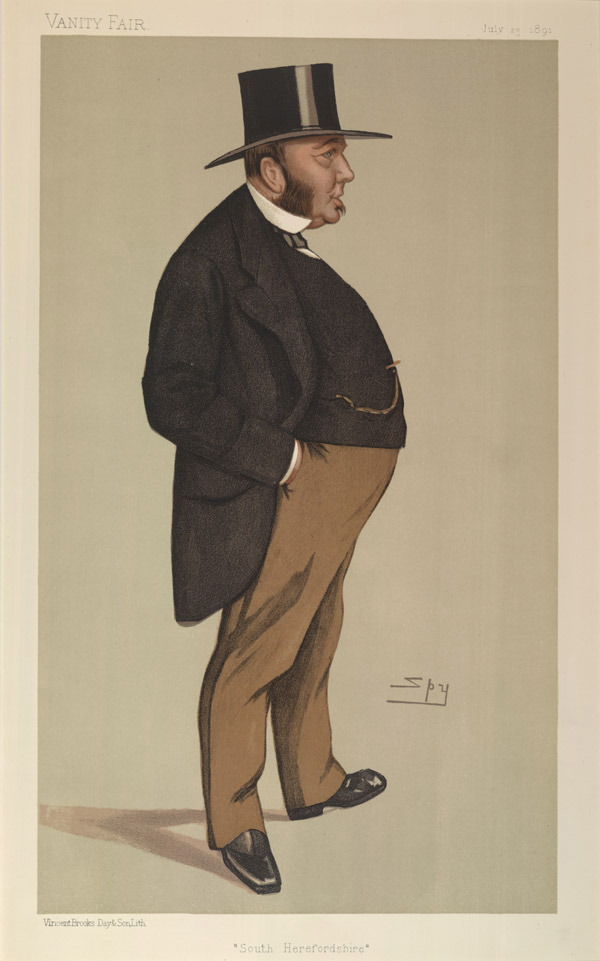
Michael Biddulph, Karikatur in der Vanity Fair, 1891.

Baron Biddulph, of Ledbury in the County of Hereford, ist ein erblicher britischer Adelstitel in der Peerage of the United Kingdom.
Familiensitz der Barone ist seit 1960 Makerstoun House bei Kelso im Council Area Scottish Borders.

## Verleihung
Der Titel wurde am 1. August 1903 für den Banker und ehemaligen liberalen Unterhausabgeordneten Michael Biddulph geschaffen.
Heutiger Titelinhaber ist seit 1988 sein Ur-urenkel Nicholas Maitland-Biddulph als 5. Baron. Dieser hatte 1978 den Nachnamen seiner Mutter Maitland in seinen Nachnamen aufgenommen.

## Liste der Barone Biddulph (1903)
- Michael Biddulph, 1. Baron Biddulph (1834–1923)
- John Biddulph, 2. Baron Biddulph (1869–1949)
- Michael Biddulph, 3. Baron Biddulph (1898–1972)
- Robert Biddulph, 4. Baron Biddulph (1931–1988)
- Nicholas Maitland-Biddulph, 5. Baron Biddulph (* 1959)

Titelerbe (Heir apparent) ist der Sohn des aktuellen Titelinhabers, Hon. Robert Maitland-Biddulph (* 1994).